# Пилипи (Деражнянська міська громада)
Пилипи́ — село в Україні, у Деражнянській міській громаді Хмельницького району Хмельницької області. Населення становить 424 особи.

## Географія
Село розташоване на правому березі річки Безіменної.

## Історія
7 (20) листопада 1917 року, відповідно до Третього Універсалу Української Центральної Ради, увійшло до складу Української Народної Республіки.
З 24 серпня 1991 року село входить до складу незалежної України.
12 червня 2020 року, відповідно до розпорядження Кабінету Міністрів України № 727-р «Про визначення адміністративних центрів та затвердження територій територіальних громад Хмельницької області», увійшло до складу Деражнянської міської громади.
17 липня 2020 року, в результаті адміністративно-територіальної реформи та ліквідації Деражнянського району, село увійшло до складу Хмельницького району.
25 жовтня 2023 року селі Пилипи парафія церкви Святого Миколая перейшла з Московського патріархату в Православну Церкву України. Вперше, в місцевій церкві пролунала молитва українською мовою.

## Символіка
Затверджений 8 серпня 2013 р. рішенням № 2 сесії сільської ради. Автор — І. Д. Янушкевич.

### Герб
Щит понижено скошений зліва. У першій червоній частині золота ікона Христа Спасителя з чорним терновим вінцем на голові та золотим німбом, покрита зверху срібним омофором (Покровом) із золотими хрестами на полотні. Ікона супроводжується зліва золотим сяючим шістнадцятипроменевим сонцем. У другій лазуровій частині на зеленій базі золотий дерев'яний селянський віз у профіль із срібними ободами на колесах, на якому сидить срібний сокіл із золотими лапами, дзьобом і розпростертими крильми, повернувши голову вліво до срібної восьмипроменевої зірки. Щит обрамований золотим декоративним картушем i увінчаний золотою сільською короною. Картуш знизу обрамлений зеленими гілками яблуні з срібними квітками. На срібній девізній стрічці зелений напис «ПИЛИПИ».

### Прапор
Квадратне полотнище розділене горизонтально на три смуги — червону, синю, зелену — в співвідношенні 1:2:1. На верхній смузі жовта ікона Христа Спасителя з чорним терновим вінцем на голові і жовтим німбом, покрита зверху білим омофором (Покровом) із жовтими хрестами на полотні. Угорі біля древка жовте сяюче шістнадцятипроменеве сонце, у вільному куті біла восьмипроменева зірка.

## Відомі люди
- Атаманюк Володимир Іванович — придністровський військовий діяч, колишній Перший заступник міністра оборони ПМР — Начальник Головного штабу Збройних сил ПМР.
- Успенська (до шлюбу Мельник) Інна Гордіївна (1943 р.) — доктор хімічних наук, професор кафедри загальної хімії Національного університету "Львівська політехніка".

## Галерея

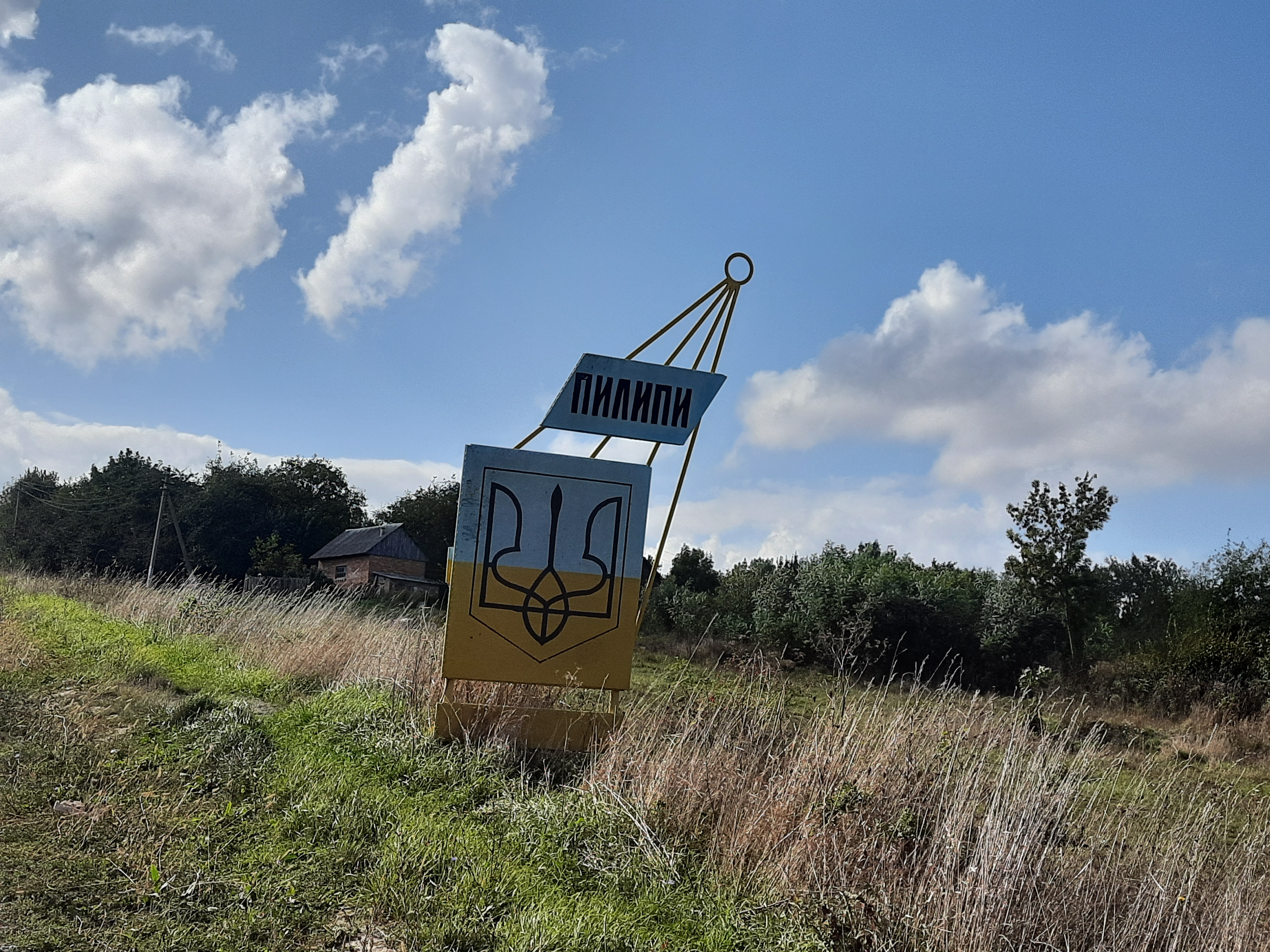
Знак при в'їзді в село
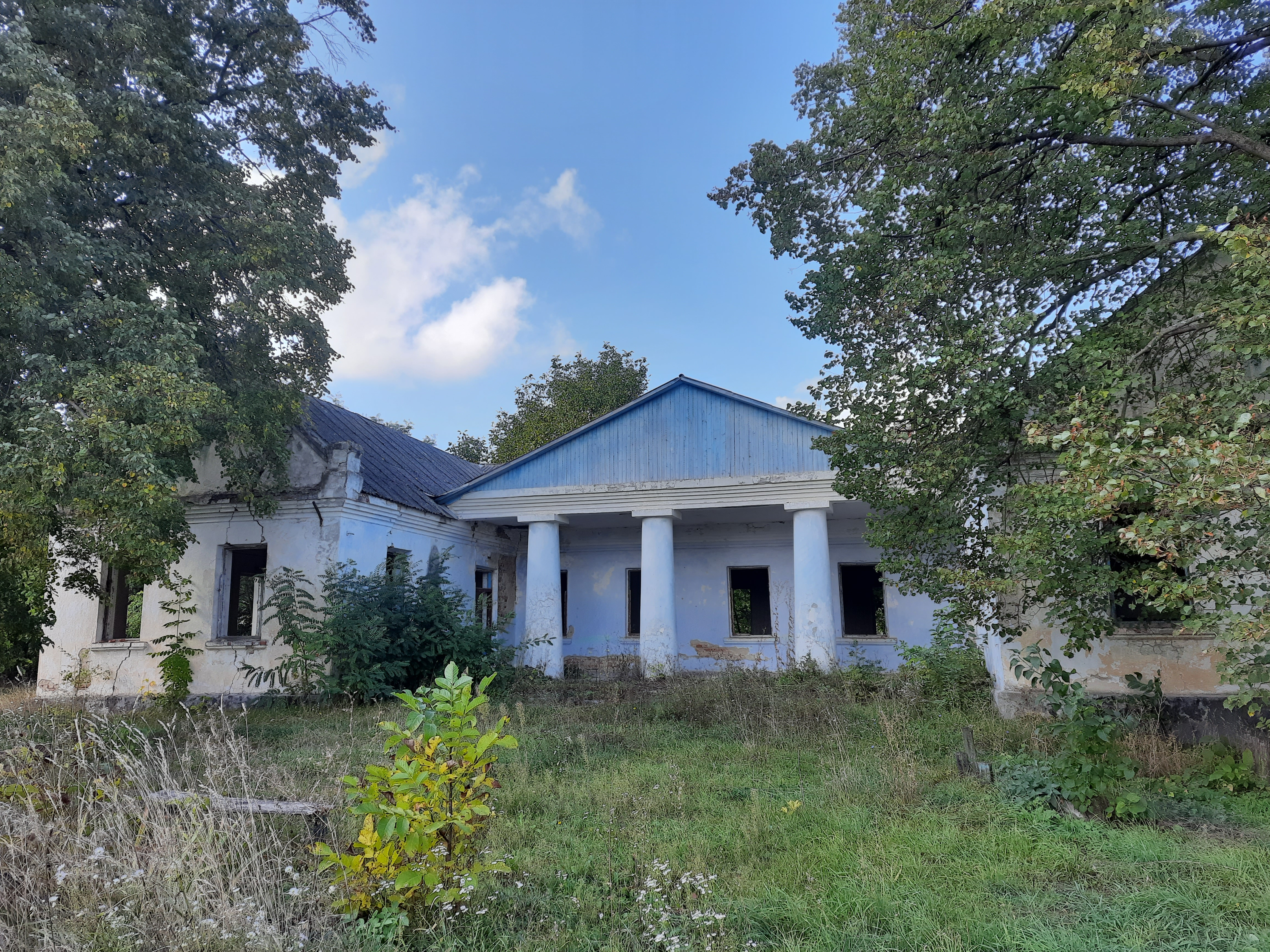
Закинута будівля